# Гарант, Луис
Луис Джозеф Гарант (до 1920 года — Славотинек; англ. Louis Joseph Harant (Slavotinek); 20 ноября 1895, Балтимор — 2 июля 1986, Виро-Бич, Флорида) — американский спортивный стрелок. Олимпийский чемпион 1920 года.

## Биография
Луис Гарант родился 20 ноября 1895 года в американском городе Балтимор. До 1920 года носил фамилию родного отца — Славотинек.
Был кадровым военным армии США. Во время Первой мировой войны служил во Франции. По состоянию на 1920 год был первым лейтенантом 23-го пехотного полка армии США, который дислоцировался в Вашингтоне. Во время службы тренировал несколько стрелковых команд.
В 1920 году вошёл в состав сборной США на летних Олимпийских играх в Антверпене. В стрельбе из армейского пистолета с 30 метров занял 4-е место, набрав 264 очка и уступив 10 очков завоевавшему золото Гильерме Парайнсе из Бразилии. В командной стрельбе из армейского пистолета с 30 метров сборная США, за которую также выступали Эл Лэйн, Карл Фредерик, Джеймс Снук и Майк Келли, завоевала золотую медаль, набрав 1310 очков.
Во время Второй мировой войны служил на Филиппинах, позже — в Корее.
Умер 2 июля 1986 года в американском городе Виро-Бич. Похоронен на Арлингтонском национальном кладбище.

## Семья
Родители были выходцами из Богемии. Отец — Алоис Славотинек (?—1899), уроженец Простеёва, умер от хронического бронхита. Мать — Моника Славотинкова (до замужества — Безводова), уроженца Мнихова Градиште. В 1904 году вышла замуж за Франтишека Гаранта, чью фамилию взял Луис в 1920 году.